# Oscar De La Hoya
Oscar De La Hoya (Los Angeles, Kalifornia, 1973. február 4. –) olimpiai bajnok amerikai ökölvívó.
Hat különböző súlykategóriában is profi világbajnoki címig jutott. A "Golden Boy" becenévre hallgató öklöző és promóter 2008-ban fejezte be profi karrierjét.

## Amatőr karrier
Amatőr versenyzőként 228 mérkőzéséből 223 (163 KO) alkalommal nyertesen hagyta el a ringet. Az 1992-es olimpiai játékokon aranyérmet nyert.

### Amatőr sikerek
- 1989, Nemzeti Aranykesztyű – aranyérem
- 1990, Egyesült Államok Nemzeti Bajnokság – aranyérem
- 1990, Jóakarat Játékok – aranyérem
- 1991, Egyesült Államok Nemzeti Bajnokság – aranyérem
- 1991, Egyesült Államok Olympic Festival – aranyérem
- 1992, World Championships Challenge – aranyérem

## Profi karrier
De La Hoya profi pályafutása még 1992-ben, rögtön a barcelonai olimpia megnyerése után kezdődött. Már a 12. mérkőzésén, 1994-ben a WBO nagypehelysúlyú bajnoki címéért mérkőzött, és a tizedik menetben kiütve ellenfelét, Jimmy Bredhalt, megszerezte első világbajnoki címét.
Oscar egy év leforgása alatt négy világbajnok ellen aratott győzelmet, és ebből három alkalommal kiütéssel. Ennek a négy ellenfélnek az összesített mérlege 144 győzelem és 6 vereség, így ebben az időben már igen előkelő helyeken rangsorolták a súlycsoportoktól független ranglistákon. 1996-ban szembe kellett néznie minden idők egyik legjobb bunyósával, a mexikói nép bálványával, a WBC-bajnok Julio Cesar Chavezzel. A nemes egyszerűséggel csak "El Grande Campeon" néven emlegetett Chavez a 100. mérkőzésén lépett ringbe Oscar ellen. A 98 győzelmemből, 1 döntetlenből és egy vereségből álló mérlege gyakorlatilag példa nélkül álló a boksztörténelemben! A mérkőzést azonban már az új generációhoz tartozó De La Hoya  nyerte. 4 menet alatt Oscar eltörte Chavez orrát, és a bőr is felrepedt a mexikói bajnok szeme felett.
A veretlenségét egészen  a Felix Trinidad elleni mérkőzésig, 1999 szeptemberéig megőrizte. Az összecsapás némi csalódást okozott, ugyanis a várva várt gigászi csata elmaradt. Mindkét bunyós óvatosabban bokszolt szokásos stílusánál. A meccset végül Trinidad nyerte pontozással.
A pályafutása során összeszedett 6 vereségét olyan kiemelkedő bokszolóktól szenvedte el, mint Felix Trinidad, Shane Mosley (2), Bernard Hopkins, Floyd Mayweather Jr. és Manny Pacquiao. Utóbbitól legutolsó mérkőzésén, 2008. december 6-án szenvedett vereséget, mely egyben – mint azóta kiderült – az utolsó is volt, mert bejelentette a visszavonulását.
Profi eredményei
győztes 39 (KO 30) + vesztes 6 (KO 2) + döntetlen 0
Bajnoki övei:
- 1994: a WBO nagypehelysúlyú bajnoka
- 1994–1995: a WBO könnyűsúlyú bajnoka
- 1996–1997: a WBC kisváltósúlyú bajnoka
- 1997–1999: a WBC váltósúlyú bajnoka
- 2000: a WBC váltósúlyú bajnoka
- 2001: a WBC nagyváltósúlyú bajnoka
- 2002: a WBC nagyváltósúlyú bajnoka; a WBA Super World nagyváltósúlyú bajnoka; az International Boxing Association nagyváltósúlyú bajnoka
- 2003: a WBC nagyváltósúlyú bajnoka; a WBA Super World nagyváltósúlyú bajnoka
- 2004: a WBO középsúlyú bajnoka
- 2006: a WBC nagyváltósúlyú bajnoka

Egy érdekesség
Oscar a bemutatásnál soha nem nézett ellenfele szemébe, hanem felfelé fordította arcát. Saját bevallása szerint ilyenkor halott édesanyjáért fohászkodott.